# Saint-Antoine (Cantal)
Saint-Antoine település Franciaországban, Cantal megyében. Lakosainak száma 85 fő (2022. január 1.). Saint-Antoine Leynhac, Marcolès és Puycapel községekkel határos.

## Népesség
A település népessége az elmúlt években az alábbi módon változott:
| Lakosok száma | 160  | 145  | 135  | 119  | 115  | 113  | 106  | 93   | 91   | 85   |
|               | 1968 | 1982 | 1990 | 2006 | 2013 | 2015 | 2017 | 2019 | 2020 | 2022 |